# Hobart’s Funnies

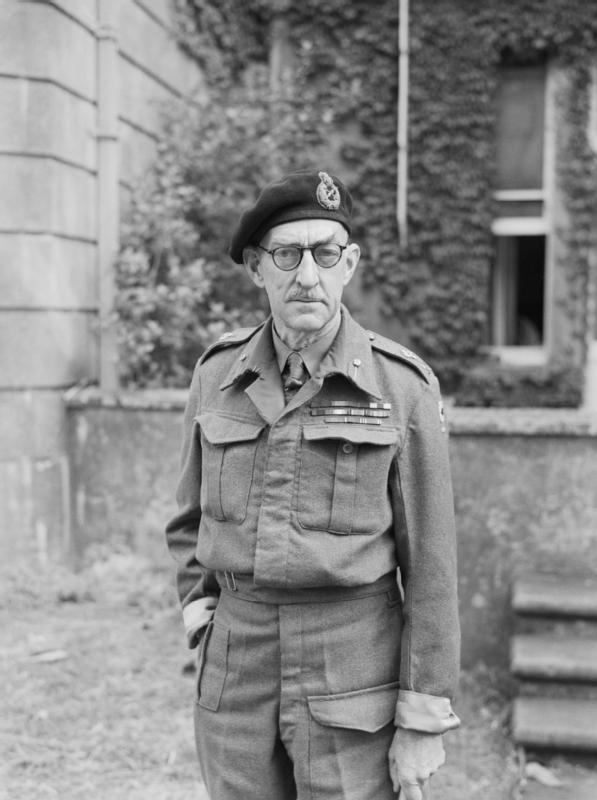
Generał major sir Percy Cleghorn Stanley Hobart, dowódca 79. Dywizji Pancernej odpowiedzialny za rozwój „dziwadeł Hobarta”, które miały wspomagać inwazję na plaże Normandii

Hobart’s Funnies (z angielskiego Dziwadła Hobarta) – określenie nadane czołgom poddanym nietypowym modyfikacjom używanym podczas II wojny światowej przez brytyjską 79. Dywizję Pancerną oraz oddziały Royal Engineers. Pojazdy te zostały zaprojektowane po przeanalizowaniu doświadczeń z zakończonego porażką rajdu na Dieppe, gdzie standardowe czołgi doświadczyły licznych problemów związanych z desantem morskim. Wprowadzone modyfikacje miały pomóc uniknąć podobnych komplikacji podczas planowanej inwazji w Normandii. Czołgi te odegrały znaczną rolę podczas desantu na plaże, na których lądowały wojska Wspólnoty Brytyjskiej (Gold, Juno, Sword). „Dziwadła Hobarta” można uznać za prekursorów współczesnych pojazdów wojsk inżynieryjnych.

## Historia
Początek „dziwadeł” związany był z potrzebą stworzenia serii pojazdów, których zadaniem byłoby poprowadzenie ataku na umocnienia obronne francuskich plaż – jak najszybsze usuwanie przeszkód, unieszkodliwianie niemieckiej obrony w brytyjskich sektorach po wylądowaniu i utworzenie szerszych przyczółków. Zadania te były niezwykle ważne, biorąc pod uwagę to, że ukształtowanie terenu sprzyjało przeprowadzeniu szybkiego kontrataku przez wojska niemieckie.
Marszałek polny sir Alan Brooke w 1943 podjął decyzję o stworzeniu szeregu nowych jednostek, które umożliwiłyby realizację powyższych założeń. Odpowiedzialność za projektowanie pojazdów i szkolenie ich załóg, została przydzielona ekspertowi walk pancernych – generałowi Percy’emu Hobartowi, od którego nazwiska ta osobliwa „kolekcja” została nazwana.
Wiele z tych pomysłów było już wypróbowanych, przetestowanych albo były w fazie eksperymentów zarówno w Wielkiej Brytanii, jak i w innych krajach. Na przykład czołg Scorpion z trałem minowym (modyfikacja czołgu Mk II Matilda) był wykorzystywany przez Brytyjczyków podczas kampanii północnoafrykańskiej do rozminowywania ścieżek przez niemieckie pola minowe. Radziecki czołg T-34 posiadał także swoją wersję rozwojową z walcem rozminowującym. Czołgi bliskiego wsparcia, mosty towarzyszące czy pojazdy przewożące faszynę (w celu przygotowania prowizorycznych dróg) także były używane już wcześniej. Jednak mimo wszystko, to „dziwadła” są uznawane przez wielu historyków za jedną z największych i najbardziej wyszukanych kolekcji pojazdów inżynierskich konstruowanych i używanych na tak dużą skalę podczas II wojny światowej.
Na początku roku 1944 Hobart miał możliwość zademonstrować Eisenhowerowi oraz Montgomery’emu brygadę czołgów pływających DD, trałów przeciwminowych Crab, czołgów AVRE oraz regiment czołgów Crocodile z miotaczami ognia.
Montgomery był zdania, że siły amerykańskie także powinny być wyposażone w te jednostki, zaproponował sojusznikowi nawet połowę ze wszystkich dostępnych pojazdów, jednak odbiór był minimalny. Generał Eisenhower był zwolennikiem desantów, w których wykorzystywano czołgi pływające, ale pozostawił decyzję generałowi Bradleyowi, który z kolei przekazał ją swojemu sztabowi, co ostatecznie przekreśliło przekazanie większej liczby jednostek dla amerykańskiej armii. Żaden z pozostałych projektów nie został wcielony w życie, gdyż obawiano się, że wymagać one będą specjalistycznego szkolenia oraz dodatkowego wsparcia organizacji.

## Projekty
Większość projektów zakładała, że podstawowymi czołgami, które będą modyfikowane będą Mk IV Churchill oraz M4 Sherman, gdyż oba były dostępne w dużych liczbach. Churchill, choć powolny, cechował się dużą zdolnością pokonywania trudnego terenu, miał mocne opancerzenie oraz przestronne wnętrze. Sherman był zaś ceniony za niezawodność mechaniczną.
Wśród wielu modeli specjalistycznych pojazdów oraz wyposażenia znajdowały się między innymi:

### Crocodile
Podstawowa wersja Churchilla została zmodyfikowana poprzez zamontowanie miotacza ognia w miejscu karabinu maszynowego z przodu pojazdu. Opancerzona przyczepa, holowana za pojazdem, mieściła 1800 litrów mieszanki zapalającej. Miotacz ognia miał zasięg nawet 110 metrów. Używano go przeważnie do niszczenia bunkrów. Była to także silna broń psychologiczna.

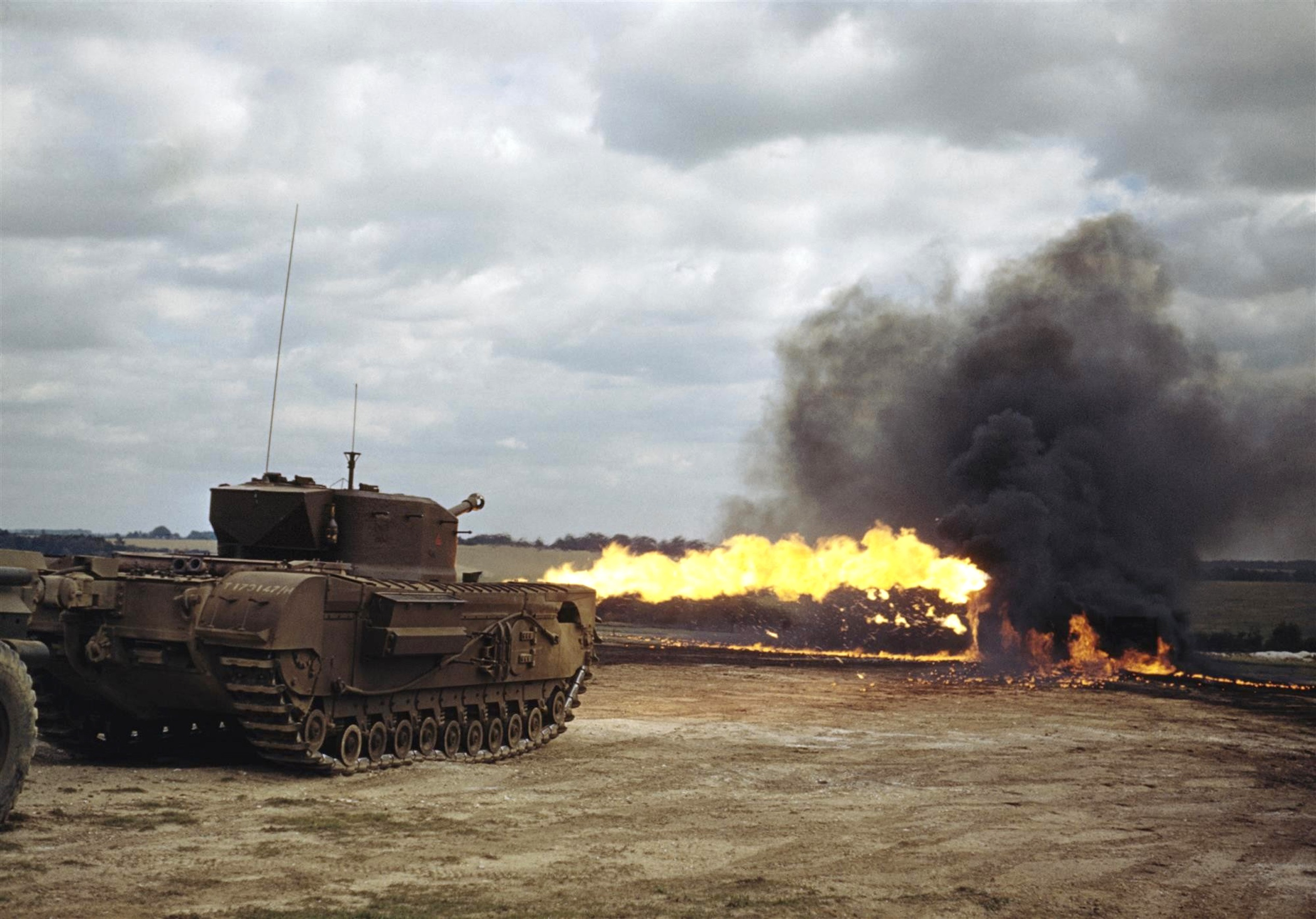
Churchill Crocodile używający miotacza
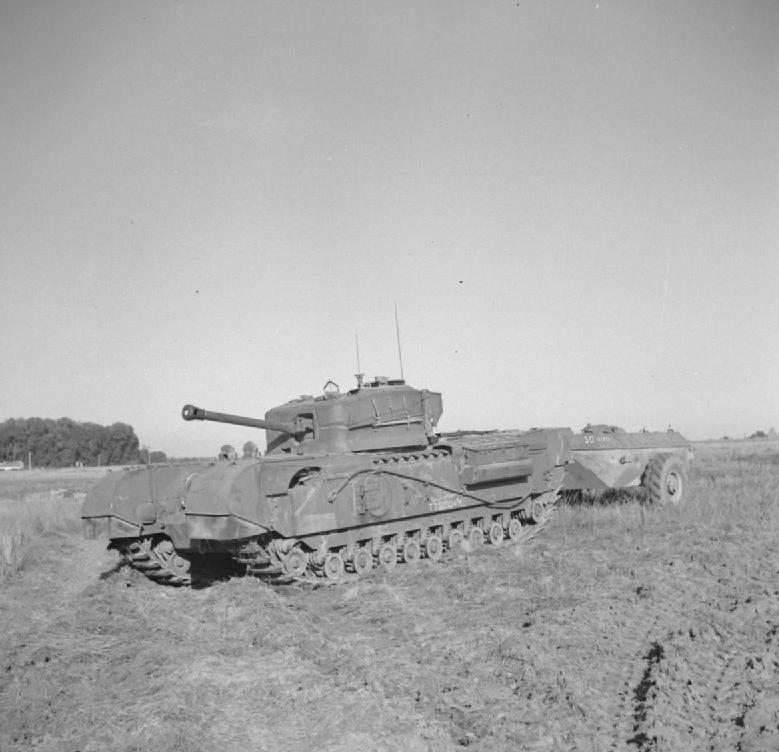
Churchill Crocodile z opancerzoną przyczepą

### AVRE(Armoured Vehicle Royal Engineers)
Churchill zaadaptowany do niszczenia niemieckich fortyfikacji defensywnych. W skład załogi wchodziło dwóch saperów, którzy w łatwy sposób mogli opuścić, jak i dostać się do wnętrza pojazdu przez włazy. Głównym uzbrojeniem Churchilla AVRE był 290 milimetrowy moździerz Petard. Miotał on 18-kilogramowymi pociskami, wypełnionymi wysoko wybuchowym materiałem, na odległość 70 metrów (żartobliwa nazwa ładunku to Flying Dustbin, czyli latający kosz na śmieci). Flying Dustbin był w stanie zniszczyć betonową przeszkodę czy zaporę przeciwczołgową. Broń ta miała jednak jedną znaczącą wadę – aby załadować moździerz, jeden z członków załogi musiał wychylić się przez właz i dopiero wtedy włożyć ładunek do lufy, co biorąc pod uwagę zastosowanie czołgu, było bardzo niebezpieczne. Pojazdy AVRE mogły posiadać dodatkowe wyposażenie, takie jak:
- szpula z tkaniną (wzmacnianą metalowymi prętami) o szerokości około 3 metrów, która była transportowana na przedzie pojazdu, a po rozwinięciu tworzyła ścieżkę, której zadaniem było utwardzenie grząskiego gruntu i umożliwienie bezpiecznego przejazdu innym pojazdom.
- faszyna, która znajdowała się z przodu pojazdu, skąd w łatwy sposób mogła być spuszczona do rowu. W środku faszyny umieszczone były czasami stalowe rury, które umożliwiały swobodny przepływ wody, co dawało możliwość przeprawiania się także przez niewielkie cieki wodne.
- SBG (Small Box Girder) – mały most towarzyszący zainstalowany z przodu pojazdu, o długości nieprzekraczającej 30 stóp (9,1 metra). Był on transportowany z przodu czołgu AVRE. W związku z tym, że była to w pełni zautomatyzowana konstrukcja, mógł być rozkładany bez narażenia inżynierów na ostrzał nieprzyjaciela.
- Bullshorn – pług przeciwminowy umieszczony z przodu pojazdu, którego zadaniem było unieszkodliwianie min.
- Double Onion – dwa ładunki wybuchowe zamontowane na metalowej ramie, które mogły zostać umieszczone w pobliżu betonowego muru, a później zdetonowane z bezpiecznej odległości. Był to następca podobnego pojazdu, posiadającego jeden taki ładunek, o nazwie Carrot.

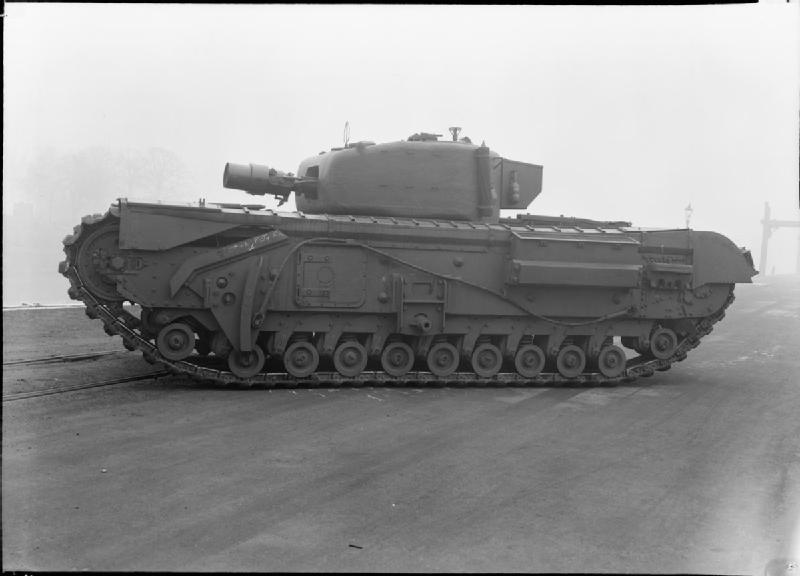
Churchill AVRE z moździerzem Petard
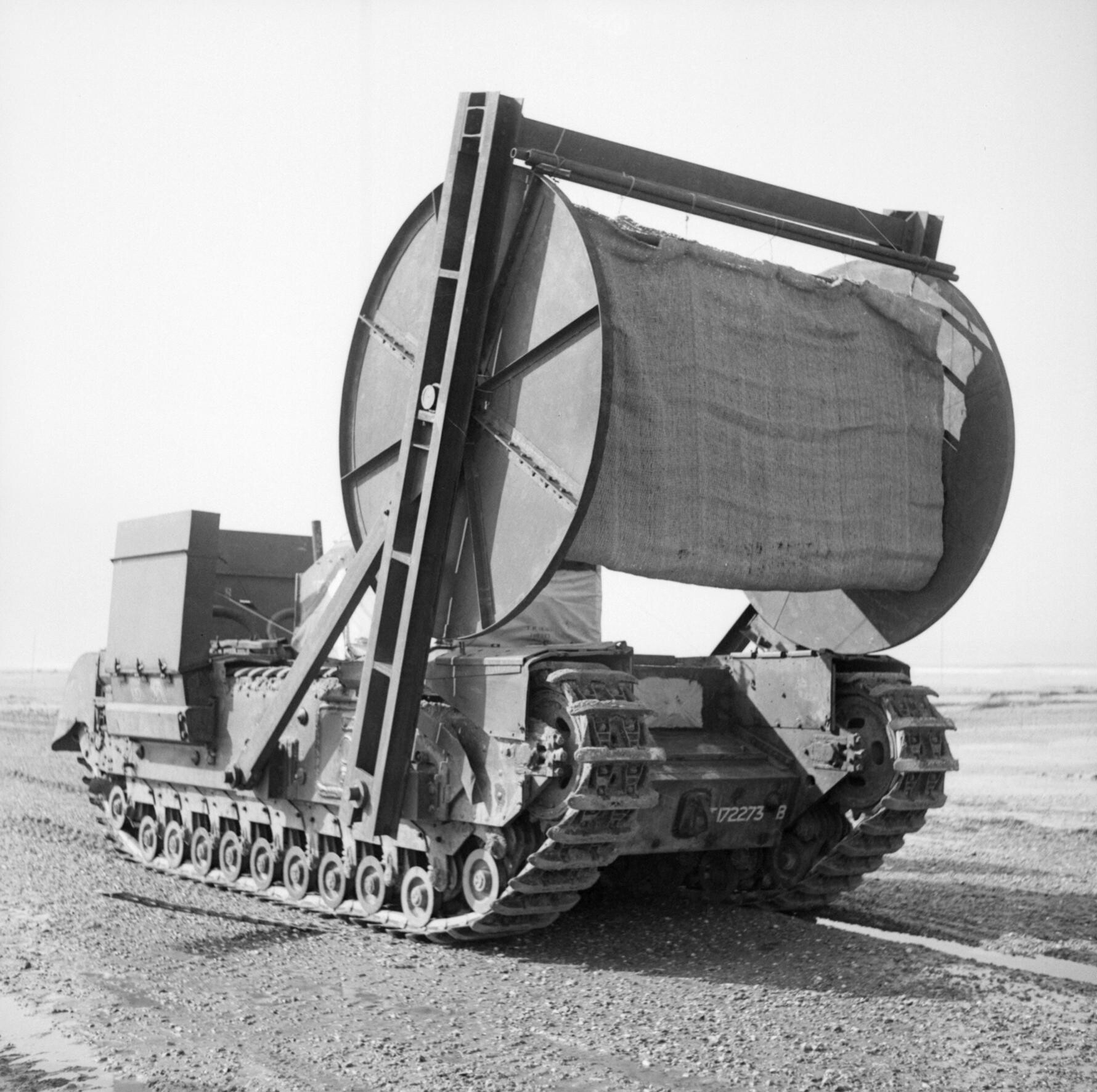
Churchill AVRE z rozwijanym brezentem do utwardzania grząskiego gruntu
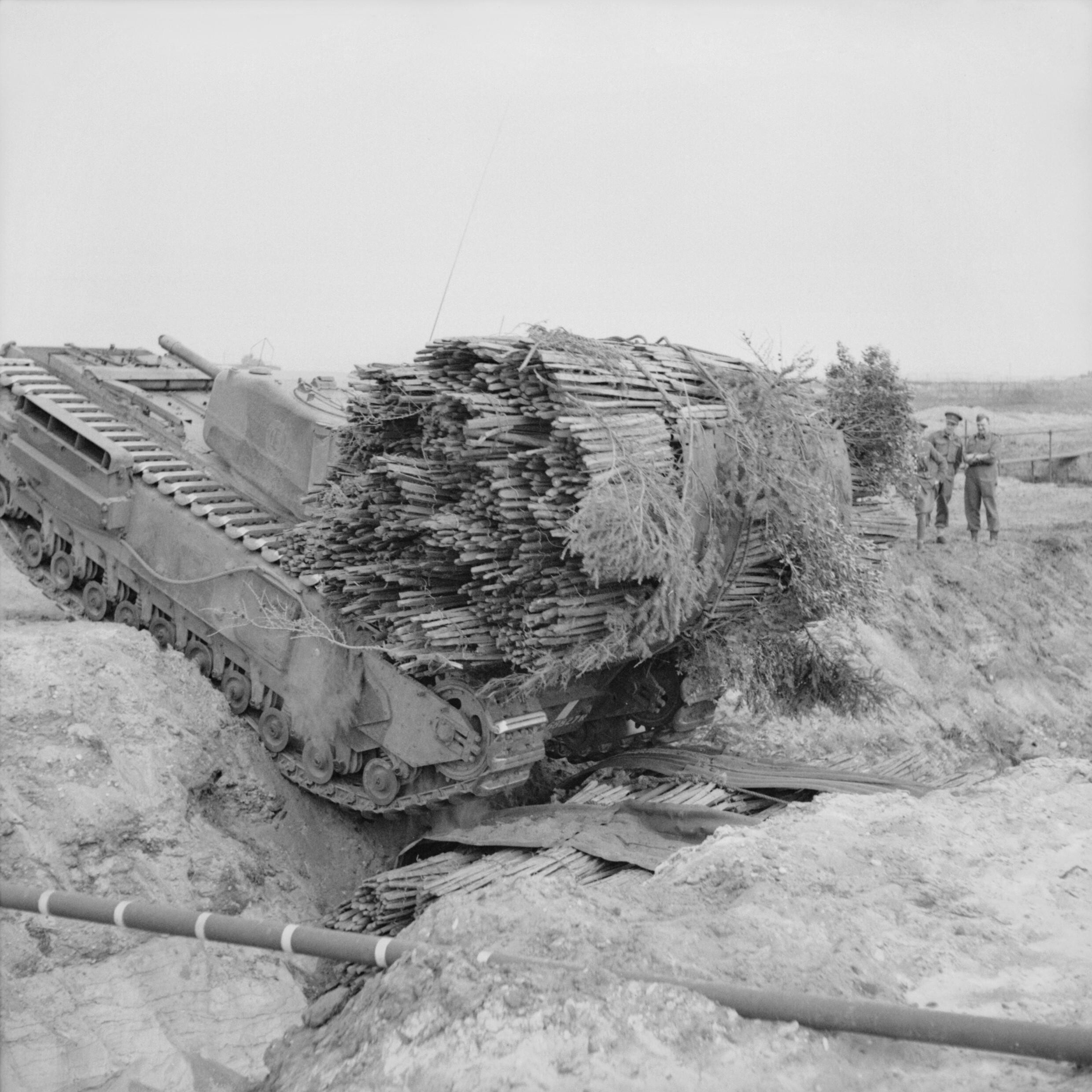
Churchill AVRE wiozący faszynę, która używana jest w tym przypadku do zasypania rowu
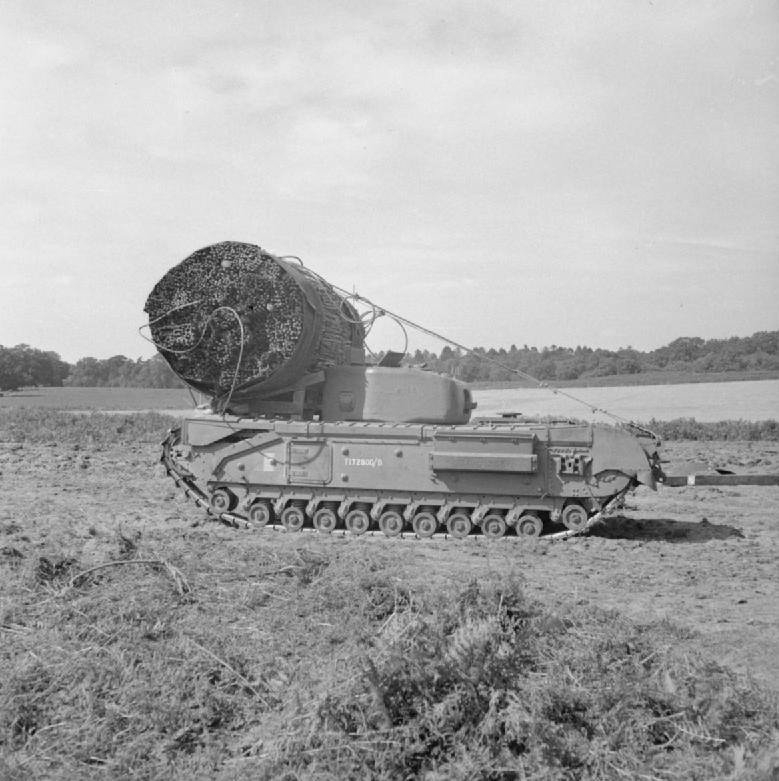
Churchill AVRE z faszyną wchodzący w skład 79. Dywizji Pancernej
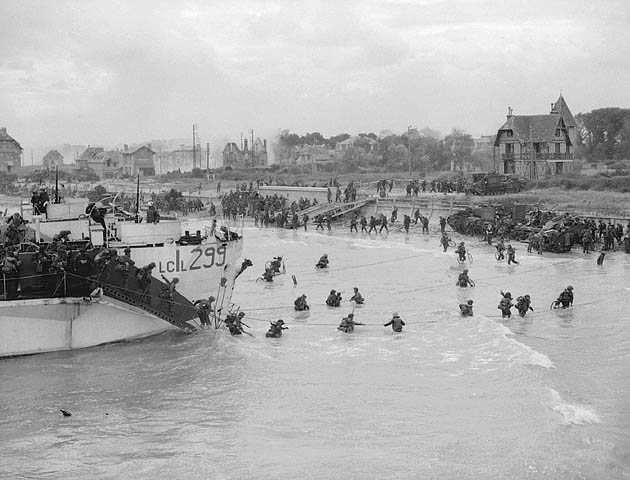
Small Box Girder używany jako rampa (pośrodku) oraz Churchill AVRE (po prawej) na plaży Juno, podczas lądowania w Normandii

### ARK(Armoured Ramp Carrier)
Churchill, ze zdemontowaną wieżą, na której miejscu znajdował się rozkładany, stalowo-drewniany pomost z dwiema rampami (z przodu i z tyłu pojazdu), które umożliwiały pokonywanie nierówności (w postaci rowów, wałów, stromych podjazdów i tym podobnych).

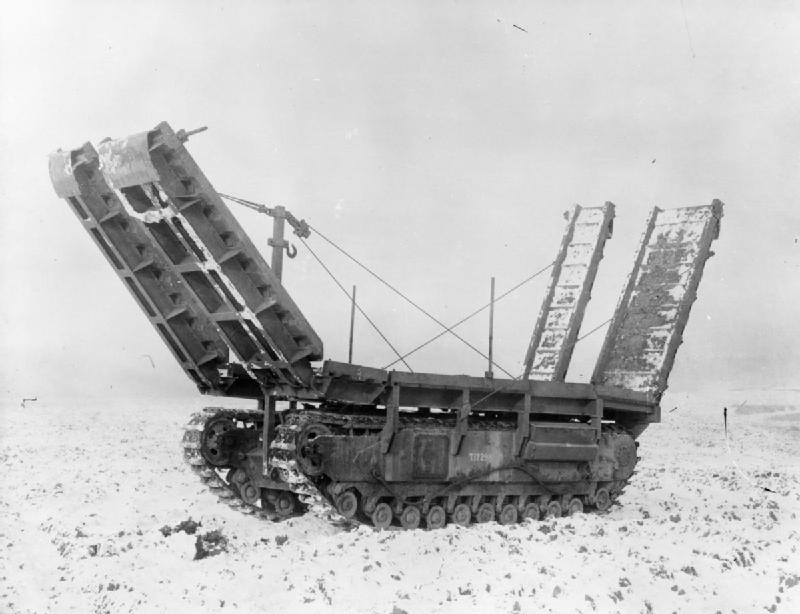
Churchill ARK z rozłożonymi rampami
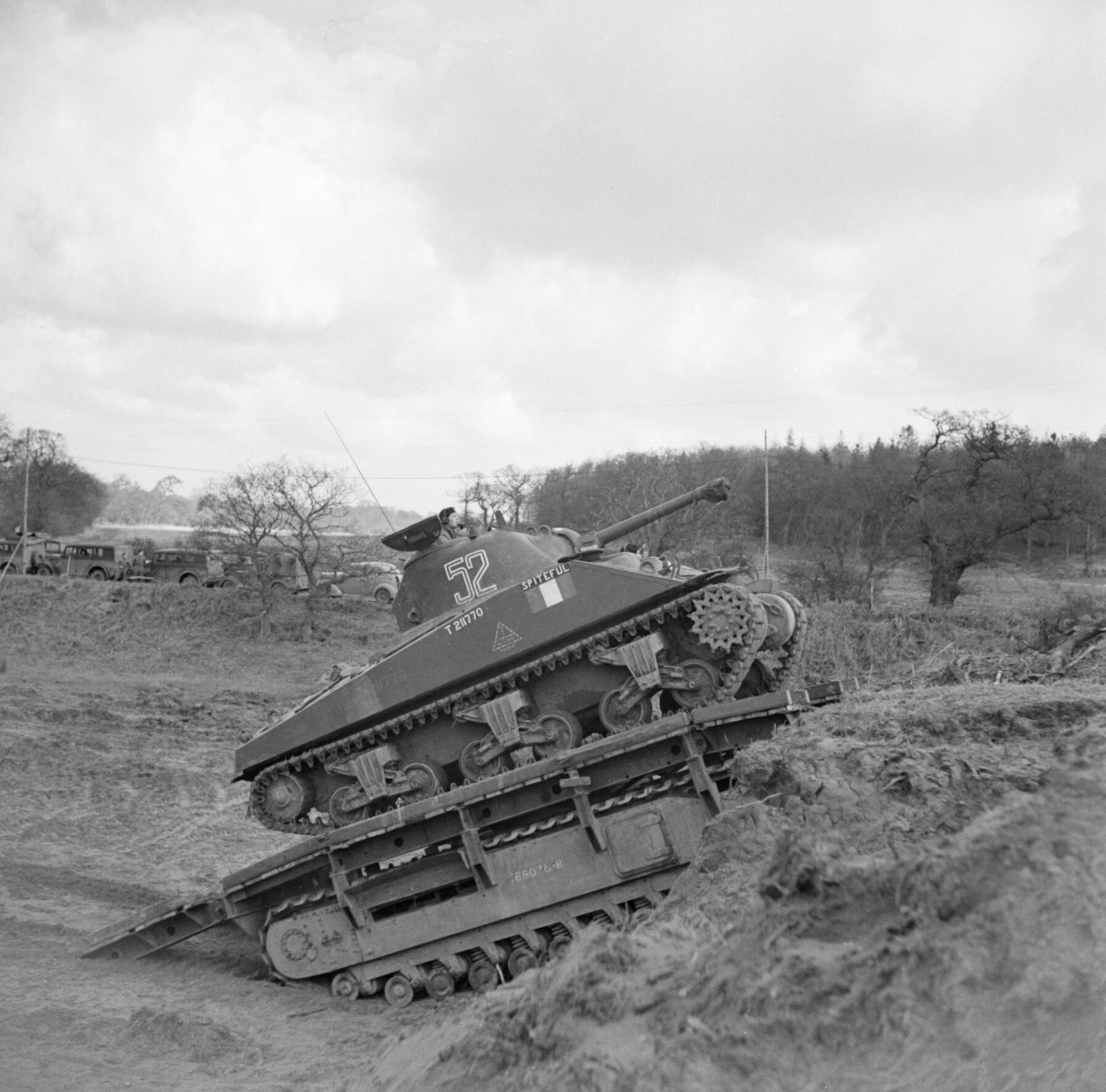
Sherman używający Churchilla ARK do pokonania pochyłości

### Crab
Trał przeciwminowy na bazie zmodyfikowanego czołgu Sherman. Wyposażony w obracający się wał z przodu pojazdu, do którego przymocowane były łańcuchy, które w momencie uderzenia w minę detonowały ją, tworząc bezpieczną ścieżkę.

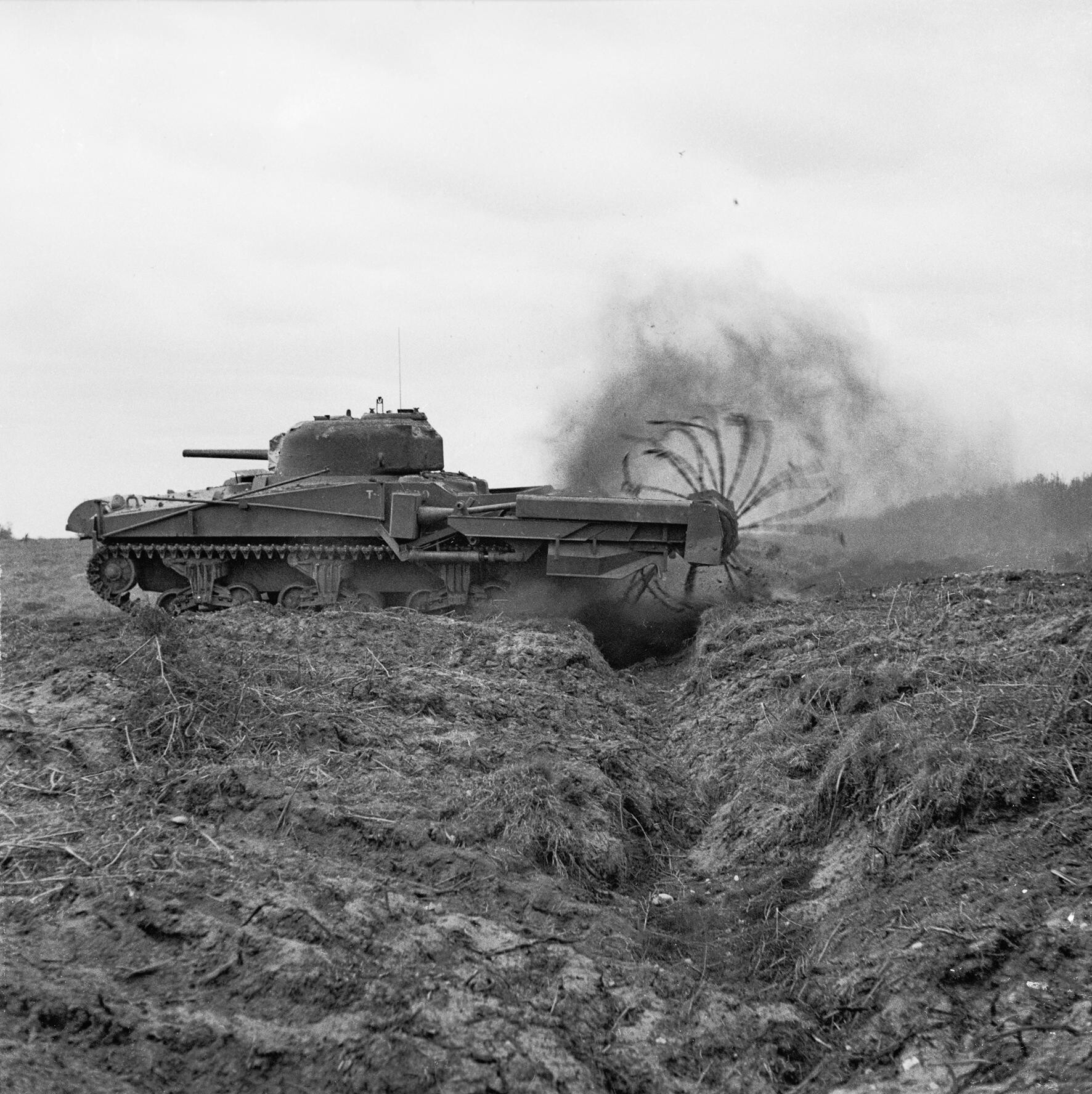
Testowy Sherman Crab 79. Dywizji Pancernej

### DD Tank(Duplex Drive)
Pływający czołg Sherman lub Mk III Valentine, który unosił się na wodzie dzięki wyporności uzyskanej po podniesieniu do góry brezentowych osłon. Po opuszczeniu barki desantowej kilka kilometrów od brzegu, po dotarciu na plażę od razu był w stanie zapewnić wsparcie ogniowe dla pierwszych fal piechoty. Czołgi Valentine były używane tylko jako jednostki ćwiczebne.

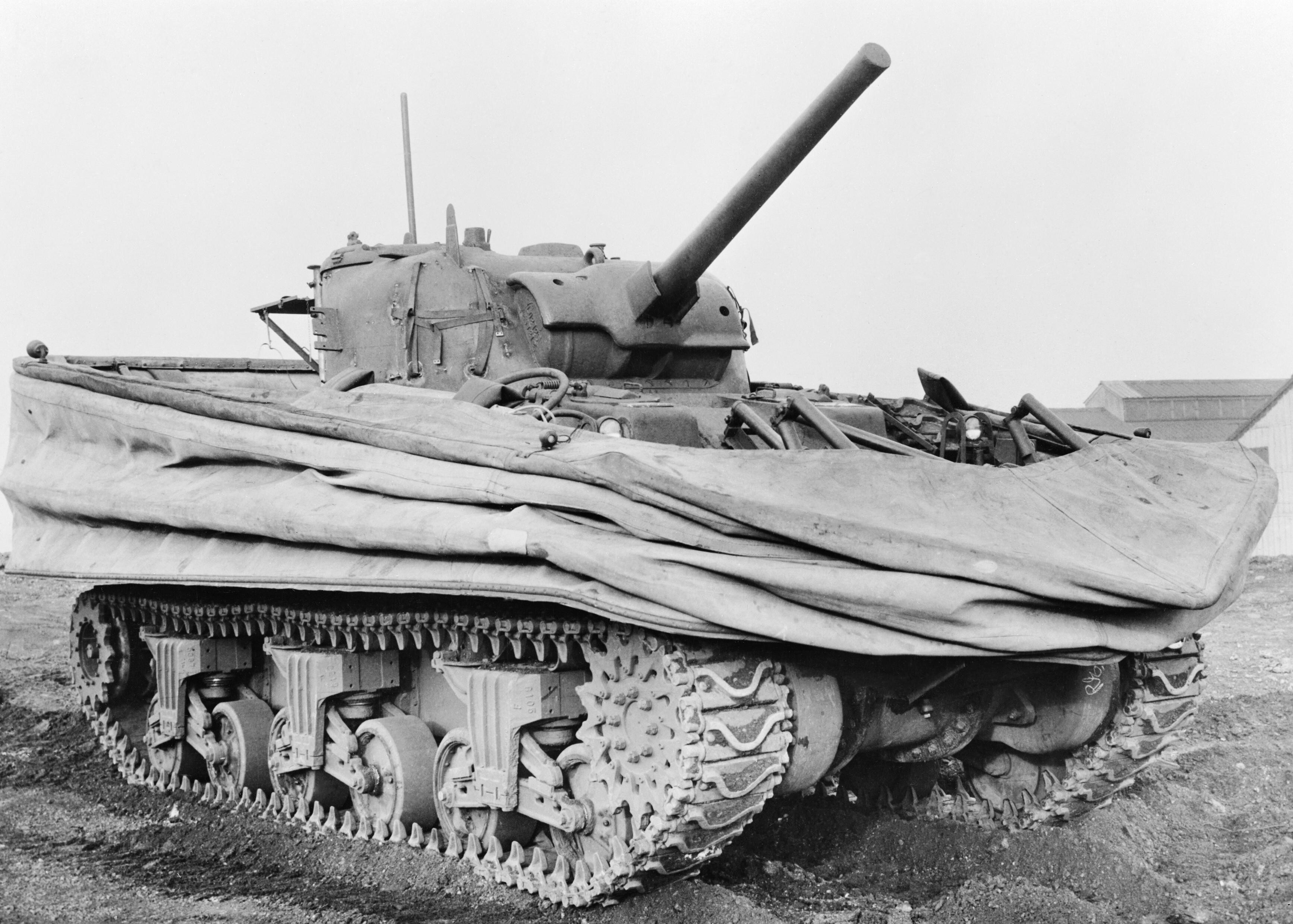
Sherman DD z opuszczoną brezentową osłoną
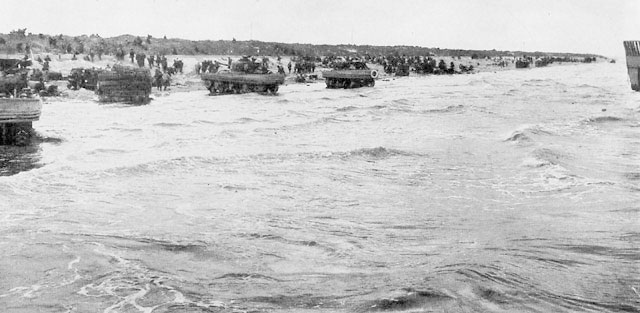
Czołgi pływające M4A2 DD Sherman (z opuszczonymi już tekstylnymi osłonami) wyjeżdżają na plażę w rejonie plaży Utah. To zdjęcie zostało wykonane krótko po godzinie H

### BARV(Beach Armoured Recovery Vehicle)
Wóz zabezpieczenia technicznego, powstały na bazie M4A2 Sherman. Zamiast wieży zainstalowano wysoką nadbudówkę, co czyniło go przystosowanym do poruszania się w wodzie o głębokości do 2,7 metra. Poza tym bardzo dokładnie uszczelniono w nim kadłub, a wewnątrz zamontowano pompę zęzową; otwór po wieży został zakryty, a wszystkie wloty powietrza i odprowadzanie spalin przedłużono do góry. Wozów BARV używano do holowania pojazdów, które utknęły w wodzie. Mogły one także wspomagać unieruchomione pojazdy poprzez popychanie ich zamocowanymi z przodu drewnianymi belkami. W wielu pojazdach w skład załogi wchodził nurek. Pojazd nie jest jednym z „dziwadeł Hobarta” w ścisłym tego słowa znaczeniu, gdyż nie służył w 79. Dywizji Pancernej, lecz w oddziałach Royal Electrical and Mechanical Engineers.

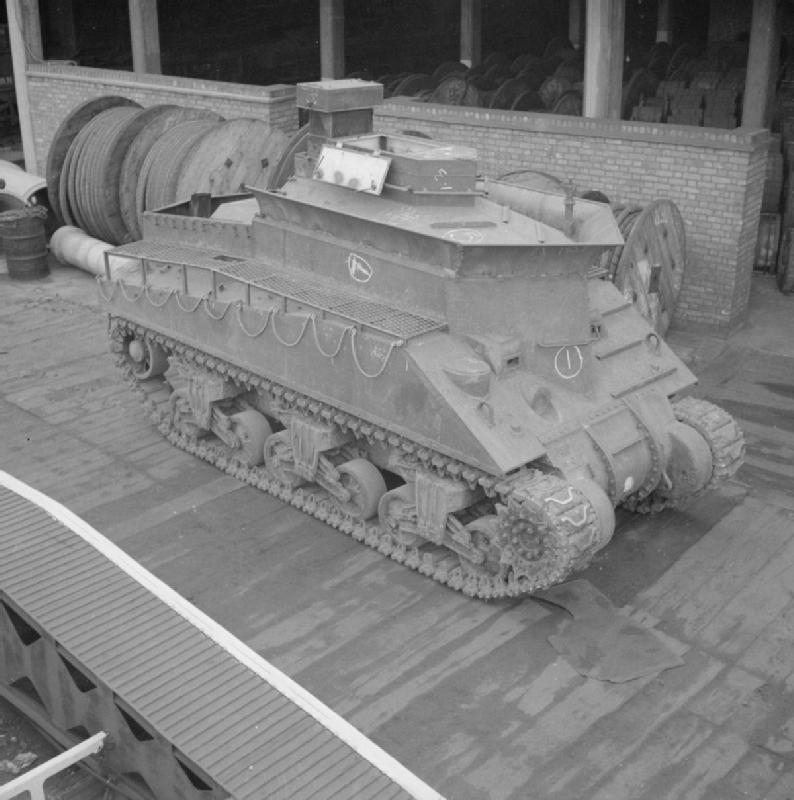
Sherman BARV – pojazd gąsienicowy, używany jako wsparcie jednostek desantujących z wody
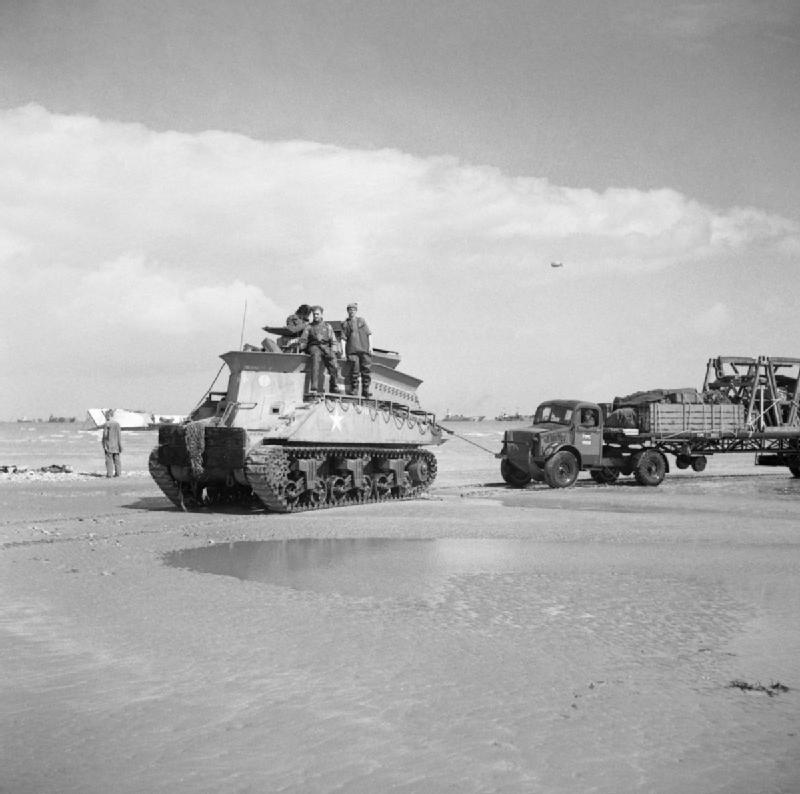
Sherman BARV ściąga z plaży uszkodzoną ciężarówkę Bedford z przyczepą

### LVT Buffalo
Brytyjska wersja amerykańskiego LVT4 (opancerzonej amfibii desantowej).

### Armoured Bulldozer
Konwencjonalny buldożer Caterpillar D7, wyposażony w pancerz, który miał chronić kierowcę oraz silnik maszyny. Jego zadaniem było oczyszczenie plaż, na których lądowały wojska, z wszelkiego rodzaju zapór, torowanie dróg oraz zasypywanie kraterów po bombach. Podstawowe maszyny Caterpillar były modyfikowane przez Jack Olding & Company Ltd.

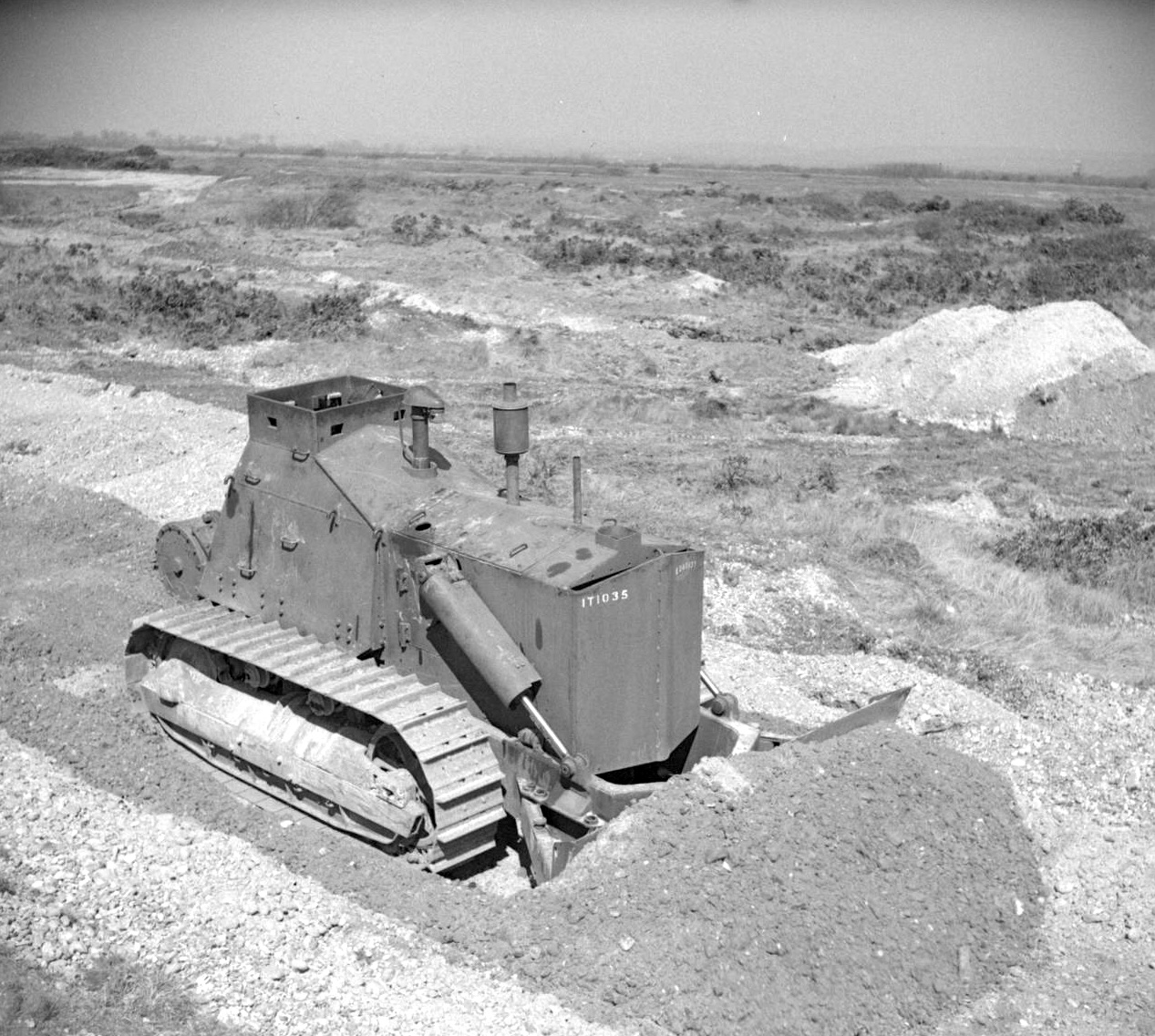
Opancerzony buldożer Caterpillar D7

### Centaur Bulldozer
Czołg Mk VIII Cromwell ze zdemontowaną wieżą wyposażony w prostą, sterowaną szuflę buldożera. Były produkowane ze względu na zapotrzebowanie pojazdów przeznaczonych do usuwania przeszkód, które w przeciwieństwie do konwencjonalnych buldożerów, byłyby w stanie dotrzymać tempa szybko poruszających się formacji czołgów. Nie były używane podczas lądowania w Normandii, a 79 Dywizja Pancerna otrzymała je dopiero w Belgii, w drugiej połowie 1944.

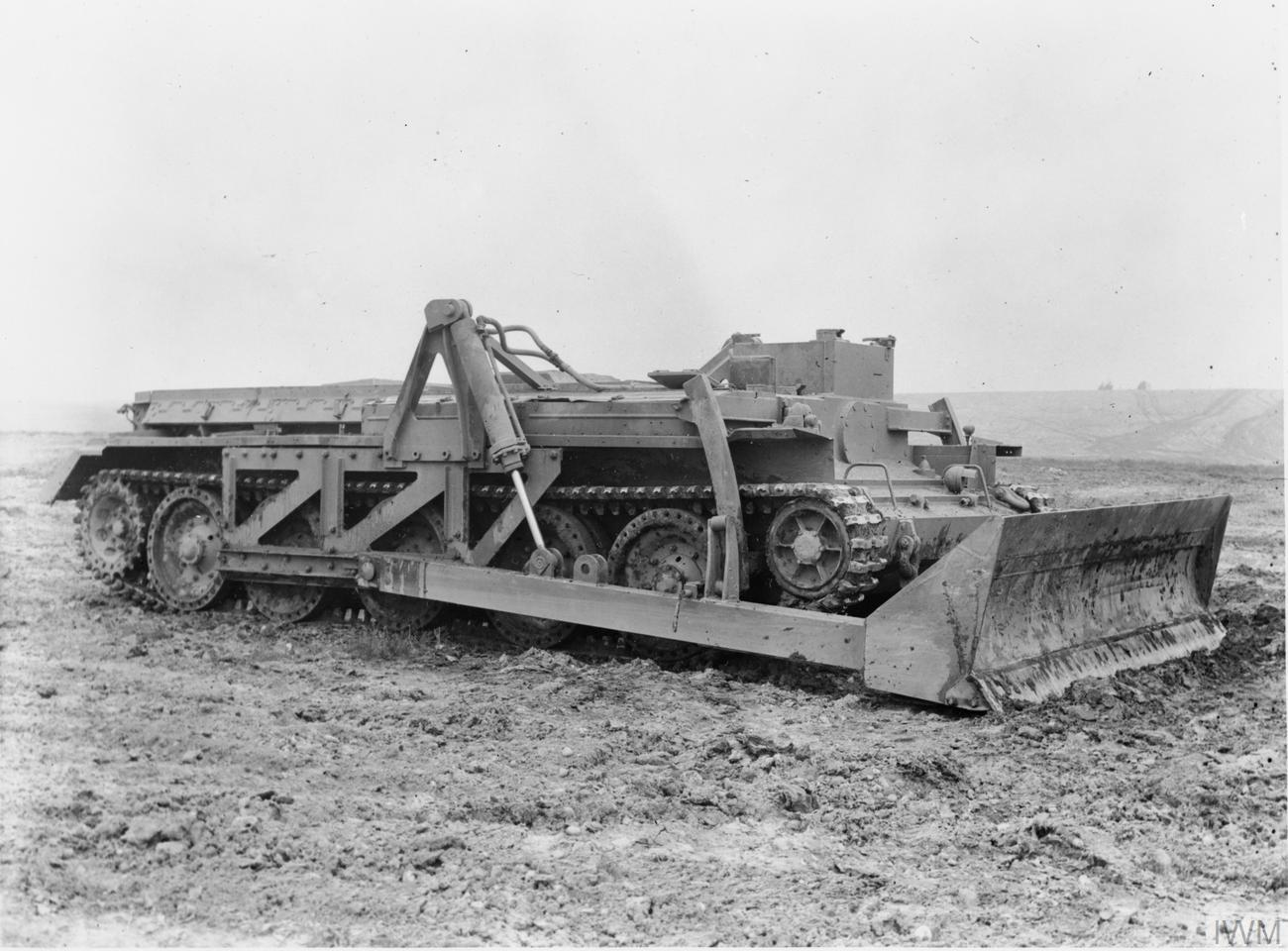
Centaur Bulldozer

### Canal Defence Light
Wysokiej mocy reflektor, wyposażony w lampę łukową, montowany w kilku typach czołgów wewnątrz zmodyfikowanej wieży. Nazwa celowo nie była sprecyzowana, by zachować projekt w tajemnicy – celem tej konstrukcji było oślepienie podczas nocnego ataku jednostek broniących się, co miało z kolei dać przewagę jednostkom atakującym. Genialna konstrukcja optyczna pozwalała światłu na wydostaniu się na zewnątrz poprzez małą szczelinę w pancerzu, co minimalizowało szansę na uszkodzenie reflektora przez ogień nieprzyjaciela. Co prawda ta konstrukcja nie była wykorzystana podczas lądowania w Normandii, jednak użyto jej podczas ataku na Geilenkirchen (operacja „Clipper”; połowa listopada 1944), w celu stworzenia sztucznego światła dziennego.
Wiele z prototypów oraz ich urządzenia pomocnicze zostało opracowanych przez przedsiębiorstwo Associated Equipment Company (AEC).

## Użytkowanie po wojnie
Buldożer Centaur nadal był używany przez British Army przez kilkanaście lat po wojnie (także podczas wojny w Korei). Małe ilości Churchillów AVRE oraz Shermanów BARV były używane aż do lat 60. XX wieku, kiedy to zostały zastąpione przez spełniające te samą rolę, ale nowocześniejsze pojazdy bazujące na czołgu Centurion. Później oddziały Royal Engineers zostały wyposażone w zmodyfikowane wersje czołgów Centuriona oraz Chieftaina, które spełniały takie same role na polu walki, jak używane wcześniej dziwadła. FV4003 Centurion Mk 5 AVRE 165 ostatnio był używany w warunkach bojowych podczas wojny w Zatoce Perskiej (operacja Granby) w roku 1991. Najnowszymi pojazdami używanymi przez Royal Engineers są: Titan oraz Trojan, które są wariantami czołgu Challenger 2.
Opancerzone buldożery nadal kontynuują swoją służbę w Siłach Obronnych Izraela, a ostatnio także zostały przyjęte przez US Marine Corps oraz US Army do działań w Iraku.

## Zachowane egzemplarze
Lista niekompletna:

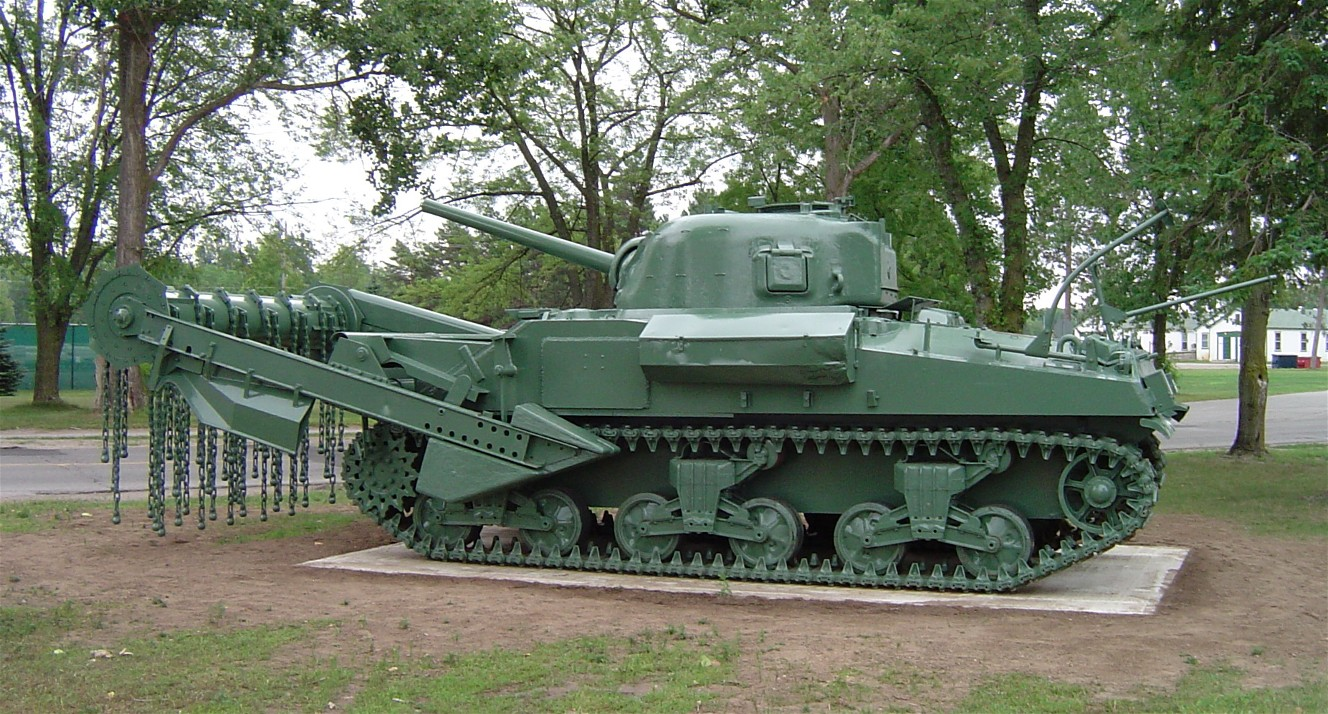
Sherman Crab z trałem przeciwminowym wystawiony w CFB Borden Military Museum, w Ontario (Kanada)

- Churchill ARK – egzemplarz czołgu Churchill ARK znajduje się w posiadaniu School of Engineering w mieście Kroonstad, w Republice Południowej Afryki.
- Churchill AVRE – sprawny egzemplarz pojazdu w wersji Mk III należy do Bovington Tank Museum. Kolejny egzemplarz Churchilla znajduje się we wsi Graye-sur-Mer w Normandii, gdzie podczas lądowania został trafiony pociskiem i porzucony – po wojnie postanowiono go odnowić i pozostawić jako pomnik. Pojazdy Churchill AVRE Mk IV znajdują się w: Imperial War Museum Duxford, w South African Armour Museum oraz w National Museum of Military History w Johannesburgu. Dwa egzemplarze czołgu Mk VII znajdują się przed koszarami Allenby w bazie wojskowej Bovington, będących kwaterą pułku Royal Wessex Yeomanry oraz w Royal Engineers Museum w Chatham. Wraki pojazdów Churchill AVRE można spotkać także na poligonach wojskowych, gdzie służą jako cele.
- Churchill Crocodile – jeden egzemplarz tego czołgu (bez przyczepy) znajduje się w Musée de la bataille de Normandie w Bayeux. Przyczepa pojazdu jest własnością Bovington Tank Museum. Pojazdy Crocodile Mk VII znajdują się w Muckleburgh Collection w Norfolku, w Cobbaton Combat Collection w Devonie, w D-Day Museum w Southsea, w muzeum czołgów w Kubince oraz w The Military Museums w Calgary. Mk VIII znajduje się w Royal Australian Armoured Corps Museum. Dwa egzemplarze (w tym jeden sprawny) należą do prywatnych właścicieli w Wielkiej Brytanii. Jeden egzemplarz znajduje się w forcie Montbarey, koło Brestu.
- Sherman DD – wszystkie pięć egzemplarzy Shermanów DD znajduje się w muzeach (między innymi w Bovington Tank Museum). Jeden jest w niemal nienaruszonym stanie, natomiast cztery pozostałe są wyłowionymi wrakami, które zatonęły podczas wojny.
- Sherman Crab – pojazd Sherman Crab można zobaczyć w CFB Borden Military Museum w Ontario, Bovington Tank Museum, muzeum Jad la-Szirjon w Izraelu oraz w Nationaal Oorlogs- en Verzetsmuseum w Overloon w Holandii.
- Centaur Dozer – jeden egzemplarz znajduje się w kolekcji wozów bojowych Bovington Tank Museum, drugi jest częścią prywatnej kolekcji w Wielkiej Brytanii.
- BARV – trzy egzemplarze są własnością muzeów w Anglii, jeden znajduje się w muzeum w Indiach. Jeden sprawny BARV znajduje się w rękach prywatnego właściciela w Wielkiej Brytanii.
- Canal Defence Light – Bovington Tank Museum jest posiadaczem czołgu Matilda w wersji CDL.
- Buffalo (Amtrac LVT4) – Bovington Tank Museum posiada jeden egzemplarz.